# Raphitoma atropurpurea
Raphitoma atropurpurea is een slakkensoort uit de familie van de Raphitomidae. De wetenschappelijke naam van de soort is voor het eerst geldig gepubliceerd in 1900 door Locard & Caziot.